# Thecla
Thecla is een geslacht van vlinders uit de familie van de blauwtjes en vuurvlinders (Lycaenidae). Het geslacht is het typegeslacht van de onderfamilie Theclinae, en heeft lang als vergaarbak gefungeerd voor soorten die niet eenvoudig te plaatsen waren in een ander geslacht binnen de onderfamilie. Inmiddels worden nog slechts twee soorten in dit geslacht geplaatst.

## Soorten
- Thecla betulae (Linnaeus, 1758) – Sleedoornpage
- Thecla betulina Staudinger, 1887

## Nomina dubia
- Thecla aguaca Draudt, 1920, nomen dubium
- Thecla caerulescens Motschulsky, 1866, nomen dubium
- Thecla cethegus (Stoll, 1790), nomen dubium
- Thecla columbinia Strand, 1929, nomen dubium
- Thecla dicina Draudt, 1920, nomen dubium
- Thecla eretria Hewitson, 1867, nomen dubium
- Thecla ergeus (Godart, 1823), nomen dubium
- Thecla inflammata Alphéraky, 1889, nomen dubium
- Thecla ixion (Fabricius, 1775), nomen dubium
- Thecla nebis (Godart, 1823), nomen dubium
- Thecla ohyai Fujioka, 1994, nomen dubium
- Thecla paseo Lucas, 1857, nomen dubium
- Thecla pratti Leech, 1889, nomen dubium
- Thecla pythagoras (Fabricius, 1793), nomen dubium
- Thecla romulus (Fabricius, 1793), nomen dubium
- Thecla rumaniae Cosmovici, 1892, nomen dubium
- Thecla sinemacula (Thierry-Mieg, 1910)
- Thecla sinnis (Godart, 1823), nomen dubium
- Thecla tollus Lucas, 1857, nomen dubium
- Thecla wernickei Röber, 1903, nomen dubium